# Sesamol
Sesamol eller 3,4-metylendioxyfenol är en naturlig organisk förening och förekommer i sesamolja. Det är ett vitt, kristallint fast ämne som smälter vid 63-65 °C. Ämnet har dålig löslighet i vatten, men är blandbart med de flesta oljor.
Sesamol har visat sig vara en antioxidant som kan förhindra nedbrytning av oljor, och kan skydda kroppen från skador av fria radikaler. Det kan också förhindra nedbrytning av olja genom att hämma svamptillväxt.
Sesamol används som en mellanprodukt vid industriell syntes av SSRI-preparatet paroxetin.
Sesamol finns bland annat i sesamolja som används i ayurvedisk medicin.